# FC 아흐마트 그로즈니
FC 아흐마트 그로즈니(체첸어: футболан клуб Ахмат Соьлжа-ГӀала;러시아어: Республиканский футбольный клуб Ахмат Грозный)는 러시아의 축구 클럽으로 체첸 공화국의 수도인 그로즈니를 연고로 하고 있다. 2007 시즌에 2위로 승격하면서 러시아 프리미어리그에 참여하고 있다. 1958년부터 2017년까지는 FC 테렉 그로즈니라는 명칭을 사용했다.

## 선수단

### 1군 명단
2025년 7월 21일 기준

참고: FIFA 자격 규정에 따라 소속된 국가대표팀 국기를 표시합니다. 선수는 복수의 FIFA 비회원국 국적을 가지고 있을 수 있습니다.
| 번호 | 포지션 | 국적                  | 이름            |
| ---- | ------ | --------------------- | --------------- |
| 5    | DF     | 보스니아 헤르체고비나 | 밀로시 사타라   |
| 7    | MF     |                       | 레치 사둘라예프 |

| 번호 | 포지션 | 국적 | 이름            |
| ---- | ------ | ---- | --------------- |
| 40   | DF     |      | 리즈반 우치예프 |

## 역대 감독
| 감독      | 임기 |
| --------- | ---- |
| 뤼트 휠릿 | 2011 |

## 역사
원래는 1946년 디나모 그로즈니로 창단하였으나, 1948년에 네프챠닉으로 바꾸고 1958년에 비로소 테렉으로 바꾸었다. 1990년대에는 체첸 전쟁으로 인해 클럽은 몇 번 해산되기도 하였다. 1990년대부터 2007년까지 클럽의 홈경기는 인근의 리조트 도시인 스타브로폴 지방의 퍄티고르스크에서 열렸다.
2004년에는 러시아 컵과 러시아 1부 리그를 동시에 우승하였다. 하지만 1차와 2차 체첸 내전으로 인해 러시아 리그 어디에도 참가할 수 없었다. 2005년에는 러시아 프리미어리그에 참가했으나 강등되고 말았다. 2007년에 리그 2위로 마치며 다시 승격하여 2008시즌엔 프리미어리그에 참여하게 되었다.
2017년 6월 7일, 과거 체첸 공화국의 초대 대통령이었던 아흐마트 카디로프의 이름을 따 FC 아흐마트 그로즈니로 명칭을 변경했다.

## 역대 성적
- 러시아 1부 리그 : 1

2004
- 러시아 컵 : 1

2004